# Янранай
Янранай — бывшее национальное чукотское село в Чаунском районе Чукотского автономного округа России.
С чукотского Янраӈай переводится как «отдельная гора, сопка», потому что стоит оно на одноимённой горе (от чук. янра- «отдельный» + -ӈай «гора»).

## География
Расположено у восточного входа в Чаунскую губу, близ устья реки Янранайваам. Расстояние до районного центра составляет 28 км, до окружного центра — 652 км.

## История
Село образовано в 1960 году. Сюда при укрупнении совхозов переселились чукчи с мыса Шелагского. Основной вид деятельности местные жителей — оленеводство и рыболовство.
До 2010 года образовывало сельское поселение Янранай; затем было присоединено к городскому поселению Певек, упразднённому в 2015 году. В 2015 году село было упразднено.

## Экономика
В селе построены небольшие одно- и двухэтажные дома, имеются начальная школа-детсад, библиотека, краеведческий музей Аттувги-Танлё, Дом Культуры, магазины.

## Транспорт
Янранай соединен с Певеком грунтовой дорогой (35 км), по которой ходит два раза в неделю рейсовая вахтовка, время в пути составляет около 40—50 мин.

## Население
| 2002 | 2010 | 2011 | 2012 | 2013 | 2014 | 2015 |
| ---- | ---- | ---- | ---- | ---- | ---- | ---- |
| 241  | ↘217 | ↘216 | ↘210 | ↘204 | ↘195 | ↘194 |
| 2017 | 2021 |      |      |      |      |      |
| ↘0   | ↗1   |      |      |      |      |      |